# 日河比売
日河比売（ヒカワヒメ、歴史的仮名遣：ヒカハヒメ）とは、日本神話に登場する女神。

## 概要
『古事記』にのみ登場する神で、水神である淤加美神の娘。
「日」はヒと読み、「霊」「氷」「檜」などの借訓、「河」は正訓で河川の意、「命」がないのは巫女性を表すと解し、名義は「霊的な川に奉仕する巫女」とする説や、「氷川」と同じかとして諸国の氷川神社と関連づける説がある。また親神の淤加美神や、子孫の深淵之水夜礼花神・淤美豆奴神と同じく、水にまつわる神と考えられている。

## 系譜

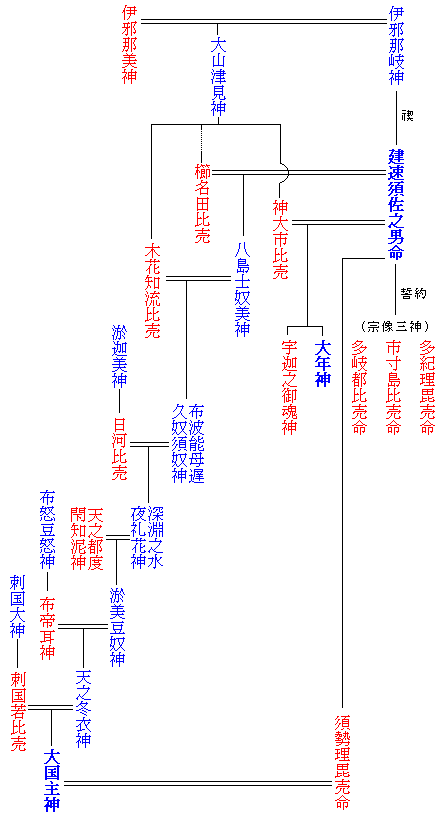
須佐之男命から大国主神までの系図（『古事記』による）。青は男神、赤は女神

淤加美神の娘で、八島士奴美神の子の布波能母遅久奴須奴神との間に深淵之水夜礼花神を生んでいる。